# Edwin Gyimah
Edwin Gyimah (ur. 9 marca 1991 w Sekondi-Takoradi) – ghański piłkarz grający na pozycji defensywnego pomocnika. Od 2018 jest zawodnikiem klubu Bidvest Wits FC.

## Kariera klubowa
Swoją karierę piłkarską Gyimah rozpoczął w klubie Sekondi Hasaacas. W sezonie 2008/2009 zadebiutował w jego barwach w ghańskiej Premier League. Grał w nim również w sezonie 2009/2010. W połowie 2010 roku odszedł do klubu All Blacks FC. Spędził w nim dwa lata.
Na początku 2012 roku Gyimah został piłkarzem klubu z Republiki Południowej Afryki, Supersport United. Zadebiutował w nim 15 lutego 2012 w zremisowanym 1:1 domowym meczu z Free State Stars. W sezonie 2011/2012 zdobył z nim Nedbank Cup. W Supersport United grał do końca sezonu 2013/2014.
W 2014 roku Gyimah przeszedł do klubu Mpumalanga Black Aces. Swój debiut w nim zaliczył 10 sierpnia 2014 w zremisowanym 1:1 wyjazdowym meczu z Bloemfontein Celtic. Grał w nim przez rok.
W połowie 2015 roku Gyimah odszedł do Orlando Pirates. Swój debiut w nim zanotował 18 września 2015 w zremisowanym 1:1 domowym spotkaniu z Mpumalangą Black Aces. W 2017 roku przeszedł do szwedzkiego Helsingborgs IF, gdzie spędził sezon 2017. Następnie odszedł do Bidvest Wits FC.
| Sezon   | Klub                  | Kraj              | Rozgrywki      | Mecze | Gole |
| ------- | --------------------- | ----------------- | -------------- | ----- | ---- |
| 2008/09 | Sekondi Hasaacas      | Ghana             | Premier League | ?     | ?    |
| 2009/10 | Sekondi Hasaacas      | Ghana             | Premier League | ?     | ?    |
| 2010/11 | All Stars FC          | Ghana             | Premier League | ?     | ?    |
| 2011/12 | All Stars FC          | Ghana             | Premier League | ?     | ?    |
| 2011/12 | Supersport United     | Południowa Afryka | PSL            | 11    | 0    |
| 2012/13 | Supersport United     | Południowa Afryka | PSL            | 19    | 0    |
| 2013/14 | Supersport United     | Południowa Afryka | PSL            | 23    | 1    |
| 2014/15 | Mpumalanga Black Aces | Południowa Afryka | PSL            | 23    | 1    |
| 2015/16 | Orlando Pirates       | Południowa Afryka | PSL            | 20    | 0    |
| 2016/17 | Orlando Pirates       | Południowa Afryka | PSL            | 10    | 0    |
| 2017    | Helsingborgs IF       | Szwecja           | Superettan     | 24    | 2    |
| 2017/18 | Bidvest Wits FC       | Południowa Afryka | PSL            | 14    | 0    |
| 2018/19 | Bidvest Wits FC       | Południowa Afryka | PSL            |       |      |

## Kariera reprezentacyjna
W reprezentacji Ghany Gyimah zadebiutował 15 sierpnia 2012 w zremisowanym 1:1 towarzyskim meczu z Chinami. W 2015 roku został powołany do kadry na Puchar Narodów Afryki 2015. Wywalczył wicemistrzostwo Afryki, jednak nie wystąpił w żadnym spotkaniu tego turnieju.